# Socjalizm dhammiczny

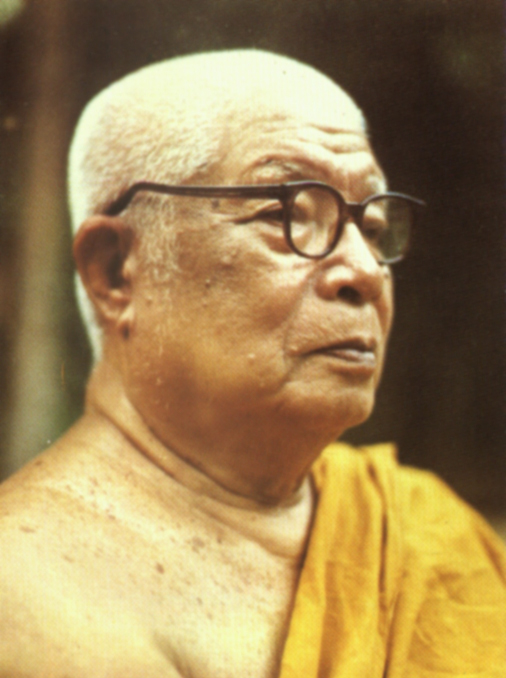
Bhikkhu Buddhadasa - stworzył podwaliny pod naukę zwaną "socjalizm dhāmmiczny"

Socjalizm dhāmmiczny – nazwa wizji „Oświeconego Społeczeństwa” („Społeczeństwa Nibbany”) stworzonej przez tajskiego mnicha  bhikkhu Buddhadasę w latach 70., także twórcy szkoły buddyjskiej Suan Mokkh.
Socjalizm dhāmmiczny łączy dwa fakty:
- pierwsze - człowiek nieodmiennie jest istotą społeczną, która żyje razem tworząc społeczeństwo, którego podstawą są wzajemne relacje, kooperacja i pomoc w rozwiązywaniu problemów i dukkha (pāli. cierpienie) w codziennym życiu.

- drugie - socjalizm może ulec rozkładowi. Podejmowano już różne próby utworzenia socjalizmu i wiele z nich było niewłaściwych, to znaczy: autorytarnych, skorumpowanych i pełnych przemocy. Bhikkhu Buddhadasa naciskał, iż socjalizm musi być ukształtowany przez Dhāmmę (sanskr. Dharma) by był uczciwy, moralny i odżegnywał się od przemocy.

Dhāmmiczny socjalizm ma być systemem odżegnującym się od materializmu, konfliktu klasowego czy rewanżyzmu. Ma on pozostawać w harmonii z Dhāmmą - bazować na urzeczywistnieniu ludzkiej współpracy.
Zadaniem socjalizmu dhāmmicznego jest wyeliminowanie egoizmu społecznego. Bhikkhu Buddhadasa proponuje rozwój socjalizmu dhāmmicznego na płaszczyźnie moralnej - dopiero w przyszłości być może na społecznej.
System socjalizmu dhāmmicznego zbudowany jest na bazie buddyjskich Czterech Szlachetnych Prawd:
- stwierdza istnienie kolektywnej dukkha (społecznego cierpienia/napięcia)
- stwierdza przyczynę kolektywnej dukkha
- stwierdza, iż możliwe jest zakończyć kolektywną dukkha
- proponuje konkretną ścieżkę do zakończenia kolektywnej dukkha

Twórcy socjalizmu dhāmmicznego uważają, iż obecnie społeczeństwo zbudowane jest na strukturach egoizmu:
- Zachłanność (pāli. lobha): kapitalizm i konsumeryzm
- Gniew (pāli. kodha): militaryzm i niesprawiedliwość
- Nienawiść (pāli. dosa): rasizm, klasizm i ekskluzywizm
- Żądza (pāli. rāga): prostytucja w rozrywce, turystyce i biznesie
- Ułuda (pāli. moha): edukacja i środki masowego przekazu
- Rywalizacja: kapitalizm, sport i sposób życia
- Strach (pāli. bhaya): medycyna i religia
- Seksizm: wszystkie rodzaje kilesa (pāli. skalań)

Struktury te powodują wzrost napięcia w społeczeństwie i w efekcie prowadzą do różnorakich zjawisk negatywnych: wojny, zanieczyszczenie środowiska, głód itp. jest to tzw. kolektywna dukkha.
Pierwotną przyczyną powstawania społecznych struktur egoizmu jest ignorancja (pāli. avijjā). Twórcy tej nauki konstatują, że dzisiejszym świecie jedną z najpowszechniejszych form ignorancji jest "pseudonauka" lub "scjentyzm". Jest to według nich badanie rzeczywistości z pominięciem jej istotnych elementów. Twierdzą, iż pseudonauka jest redukcjonistyczna - rozbija rzeczy na części zakładając, że rzeczy są niczym więcej jak tylko sumą ich elementów składowych, ignorując holistyczną, zintegrowaną naturę rzeczy, pseudonauka interesuje się wyłącznie fizycznymi zjawiskami jako przyczynami problemów społecznych, ignorując zjawiska bazujące na umyśle, duchowości, etyce i wartościach. Według nich tendencja mechanicystyczna pseudonauki, jej ślepa wiara w postęp, ewolucję i pozytywny rozwój, założenie iż obserwator jest oddzielony od obserwowanego, uprzedmiotowianie i obiektywizacja rzeczywistości - wszystko to zmieniło naukę w pseudonaukę - ignorancję.
Uważają, iż jest możliwe "uleczenie" społeczeństwa z kolektywnej dukkha - dzięki Szlachetnej Dwunastostopniowej Ścieżki (stworzonej na wzór buddyjskiej Szlachetnej Ośmiostopniowej Ścieżki:
- właściwa religia
- właściwa edukacja
- właściwe przywództwo
- właściwa organizacja i rząd
- właściwa komunikacja
- właściwa kultura
- właściwa seksualność i rodzina
- właściwa ekonomia
- właściwa ekologia
- właściwa zabawa
- właściwa kontrola
- właściwa sangha i solidarność